# پورت گلاسکو
پورت گلاسکو (به انگلیسی: Port Glasgow) یک شهرک و بندر در اسکاتلند است که در اینورکلاید واقع شده‌است. پورت گلاسکو ۱۵٬۴۱۴ نفر جمعیت دارد.